# Godziesze Małe
Godziesze Małe – wieś w Polsce położona w województwie wielkopolskim, w powiecie kaliskim, w gminie Godziesze Wielkie.
Wieś duchowna Godzieszewy Małe, własność arcybiskupstwa gnieźnieńskiego, pod koniec XVI wieku leżała w powiecie kaliskim województwa kaliskiego. W latach 1975–1998 miejscowość administracyjnie należała do województwa kaliskiego.